# Мамичев, Фёдор Фролович
Фёдор Фролович Мамичев (1910 год, Чекалина Слобода Дубровского района Брянской области — 1975 год, Енакиево, Донецкая область (ныне — ДНР)) — старший сварщик рельсо-балочного цеха Енакиевского металлургического завода, Сталинская область, Украинская ССР. Герой Социалистического Труда (1958).

## Биография
Родился в 1910 году в деревне Чекалина Слобода Радичской волости Рославльского уезда Смоленской губернии, ныне — Дубровского района Брянской области. Русский.
Получив рабочую специальность, трудился на стройках народного хозяйства до призыва в Красную армию в июле 1941 года Орджоникидзевским райвоенкоматом Северо-Осетинской АССР по мобилизации.
Участник Великой Отечественной войны. После ранения повторно был призван в марте 1943 года Нижне-Тагильским горвоенкоматом Свердловской области. В составе мотострелкового батальона 197-й танковой Свердловской бригады (30-й Уральский добровольческий танковый корпус, 4-я танковая армия) подносчиком снарядов участвовал в оборонительных боях 28-31 июля 1943 года на Брянском фронте (Болховский район Орловской области) и за проявленное мужество был награждён орденом Красной Звезды. Дальнейший боевой путь прошёл автоматчиком, затем — командиром отделения автоматчиков этого же батальона (с октября 1943 года — 61-й гвардейской танковой бригады 10-го гвардейского танкового корпуса), был дважды ранен.
В 1943 году вступил в ВКП(б)/КПСС. За образцовое выполнение боевых заданий командования в ходе наступательных операций 1944—1945 годов гвардии сержант Мамичев был награждён ещё двумя орденами и медалью «За отвагу».
После демобилизации вернулся к мирному труду — работал сварщиком рельсо-балочного цеха Енакиевского металлургического завода (ЕМЗ) Сталинской (с 1961 года — Донецкой) области Украинской ССР. Позже он возглавил бригаду сварщиков, которая считалась лучшей на предприятии и одной из первых была удостоена почётного звания «Коллектив коммунистического труда». Бригадир постоянно находился в числе передовиков ЕМЗ и рабочей гвардии Донбасса, за ударный труд дважды награждался орденами, в том числе — орденом Ленина в 1954 году за выслугу лет (25 и более).
Указом Президиума Верховного Совета от 19 июля 1958 года за выдающиеся успехи, достигнутые в деле развития чёрной металлургии, Мамичеву Фёдору Фроловичу присвоено звание Героя Социалистического Труда с вручением ордена Ленина и золотой медали «Серп и Молот».
С 1968 года — персональный пенсионер союзного значения. Проживал в городе Енакиево Донецкой области (ныне — Донецкая Народная Республика). Скончался в 1975 году.

## Награды
- Герой Социалистического Труда (19.07.1958);
- 2 Ордена Ленина (24.02.1954; 19.07.1958);
- Орден Трудового Красного Знамени (05.05.1949);
- 2 Ордена Красной Звезды (15.05.1945);
- Орден Славы 3 степени (20.03.1945);
- Медаль «За отвагу» (20.04.1944).